# 百日无孩
百日无孩运动，也称“杀羊羔事件”，是1991年在中华人民共和国山东省冠县、莘县发生的计划生育运动。有报道称运动从1991年5月1日开始，持续至8月10日，旨在遏制当地的出生人口。政策主张当地妇女无论是怀孕第几胎，还是怀孕几个月，一概强迫人工流产，以此造成社会恐慌，以及大量孕妇被迫流产。同时因为当时医学技术有限，导致部分孕妇死亡。

## 背景
冠縣當時的縣委書記是曾昭起。莘縣當時的縣委書記是白志剛。這幾個縣都屬於聊城。

## 過程
1991年4月26日，曾昭起召開冠縣縣委擴大會議，要求自5月1日到8月10日，確保全縣無一個孩子出生。因為冠縣計劃生育全省倒數第一，縣委被黃牌警告，曾昭起決心一年內由倒數第一變正數第一，因此推出了這個「百日無孩」運動。冠縣的大街小巷掛滿了標語條幅：「寧肯斷子絕孫，也要讓黨放心」，「上吊給根繩，喝葯給一瓶」，「寧肯流出來，不許生出來」，「執行政策要堅決，決不允許孩子多」。莘縣黨委書記白志剛不甘本縣落後，也立即推出相同政策。
這三個月中，但凡是懷孕的婦女，不管她是計劃內、計劃外、第一胎、第幾胎、懷了幾個月，哪怕是久病不孕而懷孕的婦女，都會被抓起來強制流產。冠縣冠宜春路上搭滿了窩棚，住的全部是被抓起來流產、引產的人。本縣醫院實在做不完這些手術，被送到周邊縣市醫院。很多足月大的孩子引產下來還是活的，就活活被掐死或按入水中溺亡。

## 后续
曾昭起后曾担任山东省国资委主任，退休后在2008年曾担任山东省关心下一代工作委员会副主任。

## 相关文化
SCP基金会条目“SCP-CN-601”基于该事件创作。

## 参看
- 曾昭起